# Hania (Vorname)
Hania bzw. Haniyya (arabisch: هنيّة) ist ein weiblicher Vorname.

## Herkunft und Bedeutung
Der arabische Vorname Hania ist eine alternative Transkription von Haniyya; dieser bedeutet angenehm. Eine Variante ist Haniyah.
Der polnische Vorname Hania ist eine Verkleinerungsform von Hanna.

## Bekannte Namensträgerinnen
- Hania El Hammamy (* 2000), ägyptische Squashspielerin
- Hania Luczak (* 1958), deutsche Journalistin und Redakteurin
- Hania Mansfeld (1913–1942), polnische Kommunistin, Jüdin und Widerstandskämpferin, siehe Hélène Kro
- Hania Robledo, Szenenbildnerin und Artdirektorin
- Hania Rani (* 1990), polnische Pianistin